# Amédée-Eugène-Louis de Lur-Saluces
Pour les articles homonymes, voir Lur-Saluces.
Amédée-Eugène-Louis, marquis de Lur-Saluces (5 juillet 1839, château de Commarin - 2 octobre 1894, Sauternes), est un homme politique français.

## Biographie
Il entra à l'école de Saint-Cyr en 1868, devint sous-lieutenant au 7e lanciers et donna sa démission en 1867. Conseiller général de la Gironde pour le canton de Langon en 1870, il fut nommé commandant du 3e bataillon des mobilisés de Bazas. 
D'opinions légitimistes, il fut élu, le 8 février 1871, représentant de la Gironde à l'Assemblée nationale et prit place à droite. Après la mort de Joseph de Carayon-Latour, il a été appelé à la direction du parti royaliste dans la Gironde. Il fut réélu le 22 septembre 1889, comme candidat conservateur.
Il épousa Mélanie de Clermont-Tonnerre, petite-fille d'Aimé Marie Gaspard de Clermont-Tonnerre.

## Source
- « Amédée-Eugène-Louis de Lur-Saluces », dans Adolphe Robert et Gaston Cougny, Dictionnaire des parlementaires français, Edgar Bourloton, 1889-1891 [détail de l’édition] [texte sur Sycomore]